# Coklovca
Coklovca je naselje u slovenskoj Općini Semiču. Coklovca se nalazi u pokrajini Dolenjskoj i statističkoj regiji Donjoposavskoj regiji. 

## Stanovništvo
Prema popisu stanovništva iz 2002. godine naselje je imalo ? stanovnika.